# John Ikataere
John Ikataere Rarikin MSC (ur. 5 stycznia 1944 w Maoku, zm. 8 lutego 2014 w Suvie) – kiribatyjski duchowny rzymskokatolicki, misjonarz Najświętszego Serca Jezusowego, superior Funafuti.

## Biografia
John Ikataere Rarikin urodził się 5 stycznia 1944 w Maoku na wyspie Butaritari, na Kiribati. W latach 1960–1964 uczył się w niższym seminarium duchownym w Ulapii w Papui-Nowej Gwinei. W 1965 wstąpił do Misjonarzy Najświętszego Serca Jezusowego i 2 marca 1966 złożył śluby zakonne. W latach 1966–1971 odbył studia teologiczne w De Boismenu College w Port Moresby. 30 września 1972 otrzymał święcenia prezbiteriatu i został kapłanem swojego zgromadzenia.
Do 1982 pracował jako proboszcz na Kiribati. W latach 1983–1986 uzyskał licencjat z teologii biblijnej na Papieskim Uniwersytecie Gregoriańskim. W kolejnych latach pracował jako wykładowca w seminarium regionalnym w Suvie, mistrz nowicjatu na Kiribati, kapelan akademicki i proboszcz w Chuuk, w Mikronezji oraz we władzach Unii Pacyficznej Misjonarzy Najświętszego Serca Jezusowego.
24 września 2010 papież Benedykt XVI mianował go superiorem Funafuti. Ingres odbył 16 stycznia 2011. W październiku 2011 zdiagnozowano u niego końcowe stadium niewydolności nerek. Zmarł 8 lutego 2014 w szpitalu w Suvie, na Fidżi i został pochowany na cmentarzu Misjonarzy Najświętszego Serca Jezusowego w tym kraju.